# Libertação nacional (marxismo)
A libertação nacional tem sido um tema dentro do marxismo especialmente depois que a influência do anti-imperialismo e da autodeterminação de todos os povos tornou-se predominante nos movimentos comunistas, especialmente na defesa da liberdade do domínio colonial no Terceiro Mundo. A libertação nacional foi promovida por marxistas a partir de uma perspectiva socialista internacional, ao invés de uma perspectiva nacionalista burguesa.
Após a Revolução Russa, os revolucionários declararam que todos os povos têm direito à autodeterminação. Enquanto o comunismo critica o nacionalismo, os comunistas afirmam que a causa da libertação nacional não é uma questão de chauvinismo, mas uma questão de democracia radical.